# Hansenium entale
Hansenium entale är en kräftdjursart som först beskrevs av Nordenstam 1946.  Hansenium entale ingår i släktet Hansenium och familjen Stenetriidae. Inga underarter finns listade i Catalogue of Life.